# La Liga 2025/2026
La Liga 2025/2026, ze sponzorských důvodů LALIGA EA SPORTS, bude 95. sezónou La Ligy, nejvyšší španělské fotbalové soutěže klubů. Začne 15. srpna 2025 a skončí 24. května 2026. Obhájce titulu ze sezóny 2024/2025 bude Barcelona.
Ze Segundy División 2024/2025 postoupily Levante a Elche. V play-off o postup zvítězil Real Oviedo nad Mirandés a stal se třetím postupujícím. V sezóně 2024/2025 sestoupily Leganés, Las Palmas a Real Valladolid.

## Týmy
| Tým             | Město                 | Stadion               | Kapacita |
| --------------- | --------------------- | --------------------- | -------- |
| Alavés          | Vitoria-Gasteiz       | Mendizorrotza         | 19 840   |
| Athletic Bilbao | Bilbao                | San Mamés             | 53 289   |
| Atlético Madrid | Madrid                | Metropolitano         | 70 460   |
| Barcelona       | Barcelona             | Camp Nou              | 105 000  |
| Celta Vigo      | Vigo                  | Balaídos              | 24 870   |
| Elche           | Elche                 | Martínez Valero       | 31 388   |
| Espanyol        | Cornellà de Llobregat | RCDE Stadium          | 42 260   |
| Getafe          | Getafe                | Coliseum              | 16 500   |
| Girona          | Girona                | Montilivi             | 14 624   |
| Levante         | Valencie              | Ciutat de València    | 26 354   |
| Mallorca        | Palma                 | Mallorca Son Moix     | 23 142   |
| Osasuna         | Pamplona              | El Sadar              | 23 576   |
| Rayo Vallecano  | Madrid                | Vallecas              | 14 708   |
| Real Betis      | Sevilla               | La Cartuja            | 70 000   |
| Real Madrid     | Madrid                | Santiago Bernabéu     | 83 186   |
| Real Oviedo     | Oviedo                | Carlos Tartiere       | 30 500   |
| Real Sociedad   | San Sebastián         | Anoeta                | 39 313   |
| Sevilla         | Sevilla               | Ramón Sánchez-Pizjuán | 43 883   |
| Valencia        | Valencie              | Mestalla              | 49 430   |
| Villarreal      | Villarreal            | La Cerámica           | 23 008   |

### Změny trenéra
| Tým           | Předchozí trenér | Důvod změny                     | Datum odchodu   | Pozice v tabulce | Nový trenér      | Datum příchodu   |
| ------------- | ---------------- | ------------------------------- | --------------- | ---------------- | ---------------- | ---------------- |
| Real Madrid   | Carlo Ancelotti  | Odchod k brazilské reprezentaci | 26. května 2025 | Před sezónou     | Xabi Alonso      | 1. června 2025   |
| Real Sociedad | Imanol Alguacil  | Konec smlouvy                   | 30. června 2025 | Před sezónou     | Sergio Francisco | 29. května 2025  |
| Sevilla       | Joaquín Caparrós | Konec smlouvy                   | 30. června 2025 | Před sezónou     | Matías Almeyda   | 13. června 2025  |
| Osasuna       | Vicente Moreno   | Konec smlouvy                   | 30. června 2025 | Před sezónou     | Alessio Lisci    | 1. července 2025 |